# Toy-Viam
Toy-Viam – miejscowość i gmina we Francji, w regionie Nowa Akwitania, w departamencie Corrèze.
Według danych na rok 1990 gminę zamieszkiwało 56 osób, a gęstość zaludnienia wynosiła 6 osób/km² (wśród 747 gmin Limousin Toy-Viam plasuje się na 535. miejscu pod względem liczby ludności, natomiast pod względem powierzchni na miejscu 571.).